# Heilige Martelaren van Gorcumkerk (Kaatsheuvel)

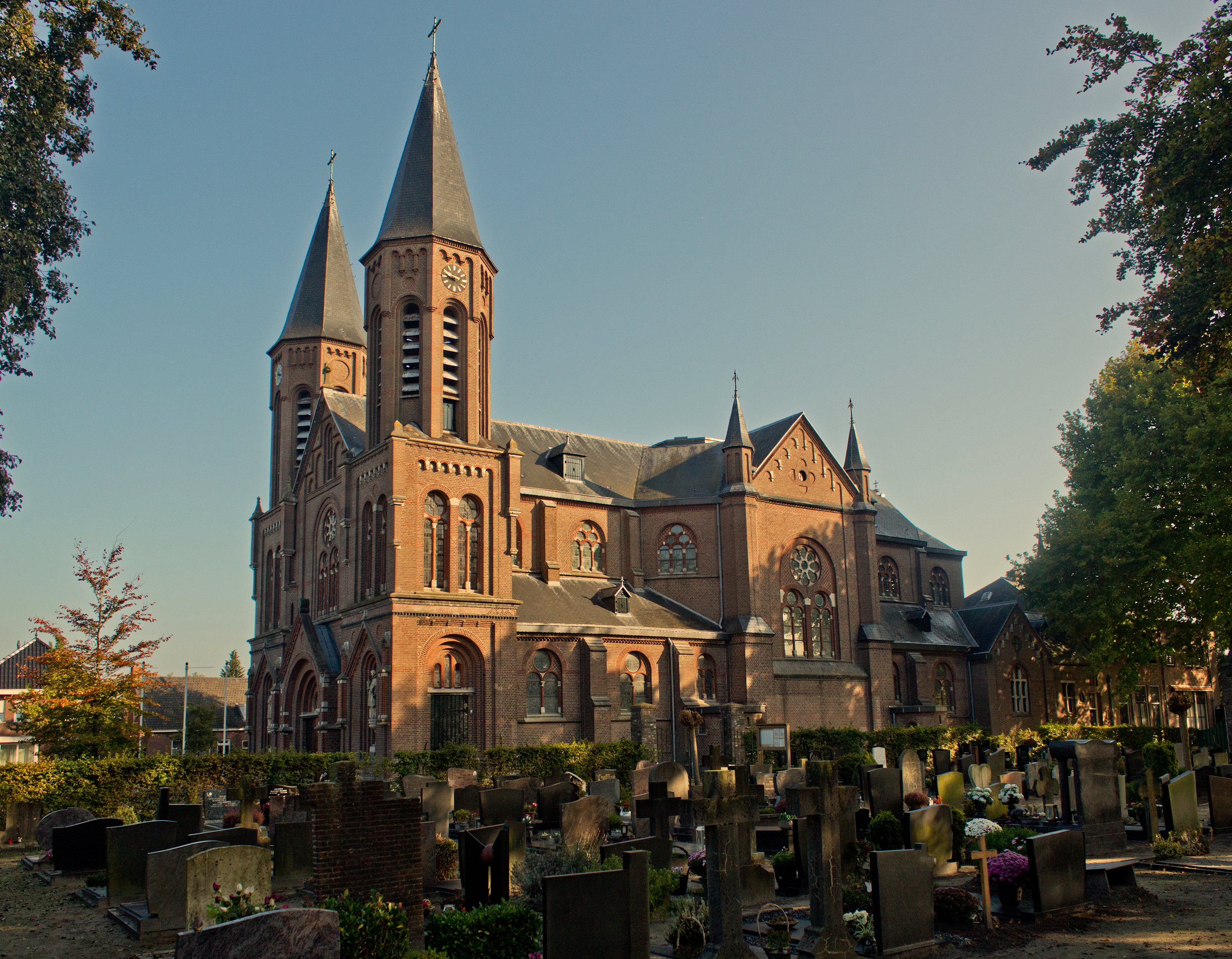
Heilige Martelaren van Gorcumkerk

De Heilige Martelaren van Gorcumkerk (Kerk aan den Berndijk) is een parochiekerk in de tot de Noord-Brabantse gemeente Loon op Zand behorende plaats Kaatsheuvel, gelegen aan de Erasstraat 8.

## Geschiedenis
In Kaatsheuvel bestond al de Johannes de Doperparochie. Een nieuwe kerk werd gesticht voor de buurtschap Berndijk en was oorspronkelijk bedoeld als hulpkerk van de Johannes de Doperparochie, bediend door een kapelaan. Reden was, aldus de stichtende pastoor om een bastion te vormen tegen het oprukkende protestantse geloof. In de omgeving van Kaatsheuvel had men maar liefst vijf protestantse kerken gebouwd. De reden daarvan was overigens dat in de nabijgelegen Langstraat vanouds veel protestanten woonden. Vanwege de strijdbare instelling van de pastoor werd gekozen voor de wijding van de nieuwe kerk aan de Martelaren van Gorcum, die eveneens pal stonden voor hun geloof.
Van 1894-1895 werd aan de kerk gebouwd. 
In 1897 werd de kerk verheven tot parochiekerk.
In 2002 werd de kerk geklasseerd als Rijksmonument.
Nabij de kerk ligt een kerkhof waarop zich een neoromaanse kapel bevindt.

## Gebouw
Het betreft een bakstenen neoromaanse basilicale kruiskerk, ontworpen door Petrus Stornebrink. De voorgevel wordt geflankeerd door twee torens. Deze hebben een vierkante basis en een achthoekige bovenbouw. Het hoofdaltaar is van 1903 en werd vervaardigd door Jan Custers.